# Corey Lewandowski
Corey Lewandowski (Lowell, Massachusetts; 18 de septiembre de 1973) es un comentarista político y operador político estadounidense. Fue comentarista político de One America News Network (OANN), Fox News y CNN, además de haber sido gerente de campaña de la campaña presidencial de Donald Trump de 2016 desde enero de 2015 hasta junio de 2016.
Antes de unirse a la campaña de Trump, Lewandowski trabajó para varias campañas y fue cabildero. Trabajó para el grupo de interés Americans for Prosperity en una variedad de funciones, y dirigió su esfuerzo nacional de registro electoral durante 11 meses. El propio Lewandowski se postuló para cargos públicos sin éxito dos veces, una en Massachusetts y otra en Nuevo Hampshire.
El 21 de diciembre de 2016, Lewandowski cofundó Avenue Strategies, una firma de consultoría política en una oficina con vistas a la Casa Blanca. Citgo Petroleum Corporation y Puerto Rico estuvieron entre sus primeros clientes. En mayo de 2017, el grupo Public Citizen convocó a una investigación del Departamento de Justicia de los Estados Unidos sobre las presuntas actividades de cabildeo de Lewandowski sin haberse registrado formalmente. A principios de mayo, Lewandowski salió de la empresa de cabildeo.

## Primeros años y educación
Nieto de un impresor sindical, Lewandowski creció en la década de los años 1980 en Lowell, Massachusetts. Es de ascendencia polaca.
Lewandowski se graduó en 1991 de Lowell Catholic High School, una escuela preparatoria privada sin fines de lucro en su ciudad natal de Lowell, Massachusetts. En 1995, se graduó de la Universidad de Massachusetts Lowell con una licenciatura en letras en ciencias políticas. Recibió su maestría en letras de la Universidad Americana en Washington D. C., en 1997.

## Carrera política

### Campaña a la Cámara de Representantes estatal de 1994
En 1994, mientras era estudiante de pregrado, Lewandowski se postuló para un escaño en la Cámara de Representantes de Massachusetts como candidato write-in en las primarias republicanas. Recibió 143 votos, menos de los 150 votos necesarios para ganar la nominación del partido para la votación. En las elecciones generales de noviembre, el escaño fue ganado por Thomas A. Golden Jr., un demócrata. Golden recibió 7157 votos, mientras que Lewandowski recibió 7 votos.

### Trabajo temprano
Después de graduarse de la universidad, Lewandowski trabajó como ayudante para el congresista republicano de Massachusetts Peter G. Torkildsen de enero de 1996 a enero de 1997 mientras era estudiante de posgrado en la Universidad Americana; obtuvo una maestría en ciencia política en 1997. Como estudiante en 1997, Lewandowski internó para el senador estatal de Massachusetts Steven C. Panagiotakos, un demócrata.
De diciembre de 1997 a febrero de 2001, Lewandowski trabajó como asistente administrativo para el republicano de Ohio Bob Ney, un congresista de Estados Unidos. En 2007, antes de que Ney fuera sentenciado por cargos de corrupción federal derivados de un escándalo de cabildeo relacionado con Jack Abramoff, Lewandowski escribió una carta al juez que presidía el caso, diciendo que Ney era un mentor y «padre sustituto» para él y pedía clemencia en la sentencia.
En 1999, mientras trabajaba para Ney, Lewandowski trajo una pistola cargada en una bolsa de lavandería al edificio de oficinas de Longworth House. Fue arrestado y acusado de un delito menor por llevar una pistola y municiones a un edificio federal seguro. Lewandowski dijo que fue todo un accidente, diciendo que olvidó que la pistola estaba en la bolsa cuando puso la ropa en ella. Los cargos finalmente fueron desestimados; Lewandowski luego luchó infructuosamente durante cuatro años para recuperar el arma, entablando pleitos en varios distritos del Distrito de Columbia y tribunales federales.
Después de dejar la oficina de Ney, Lewandowski trabajó la mayor parte de 2001 para el Comité Nacional Republicano como el director político legislativo del nordeste.

### Campaña Smith
Lewandowski fue el gerente de campaña para la campaña de reelección de 2002 del Senador de los Estados Unidos Robert C. Smith de Nuevo Hampshire. Smith fue desafiado en la primaria republicana por John E. Sununu.
Hablando de Sununu, Lewandowski dijo: «La gente de Nuevo Hampshire quiere a alguien en el Senado de los Estados Unidos con opiniones claras y concisas sobre el terrorismo. Juzgarán a un congresista sobre la base de las personas con las que se relaciona, su historial electoral y sus contribuciones a la campaña». Lewandowski le dijo a un periodista que le interesaría saber si alguien relacionado con Hamás había asistido a un evento de recaudación de fondos para Sununu. (Lewandowski citó las contribuciones hechas por el abogado de Washington George Salem a Sununu; Salem, quien presidió a los estadounidenses de origen árabe por Bush-Cheney durante la campaña Bush-Cheney de 2000, fue el abogado de la Fundación Tierra Santa para el Auxilio y el Desarrollo, que tenía sus activos congelados el gobierno de los Estados Unidos en 2001 por sospecha de vínculos con Hamás). Los comentarios de Lewandowski se interpretaron como sugerencias públicas de que Sununu, que es de origen libanés, tenía lealtades divididas en la lucha contra el terrorismo.
El exgobernador de Nuevo Hampshire Steve Merrill dijo: «La política de insultos étnicos y el fanatismo no tienen cabida en ninguna campaña». El exsenador de Nuevo Hampshire Warren Rudman dijo: «Bob Smith es un mejor ser humano que eso, y debería decirle a su gente que se vigile a sí misma». El portavoz del presidente de los Estados Unidos George W. Bush dijo: «La Casa Blanca llamó a la oficina del senador Smith ... Las observaciones que pintan a los árabes estadounidenses con una amplia brocha no ayudan. Tenemos que tranquilizar a los árabes estadounidenses que esta guerra es sobre al-Qaeda, no el islam. El Sr. Salem es un buen amigo del presidente y un hombre honorable».
El secretario de prensa de Smith dijo que Lewandowski estaba «simplemente respondiendo a las preguntas de los medios» sobre la recaudación de fondos de Salem y que «el senador Smith ha dicho en repetidas ocasiones que esta campaña trata de registros: el historial del congresista Sununu y el del senador Smith. El origen étnico de alguien no tiene absolutamente nada que ver con esta elección».
Sununu derrotó a Smith en la primaria republicana, ganando el 53% de los votos frente al 45% de Smith. Smith fue el primer senador estadounidense en diez años en perder una campaña primaria.

### Schwartz MSL, Americans for Prosperity y otros trabajos
De 2003 a 2004, Lewandowski fue director ejecutivo de la Asociación de Productores de Productos de Mar de Nueva Inglaterra.
De 2004 a 2012, Lewandowski trabajó para Schwartz MSL, una empresa de comunicación y compromiso estratégicos donde, de acuerdo con su perfil de LinkedIn, se desempeñó como director de asuntos públicos desde septiembre de 2004 hasta julio de 2012. Lewandowski fue registrado como cabildero de Schwartz MSL en representación de Passport Systems en 2011, cabildeando sobre cuestiones de seguridad interna. Schwartz representó a Passport Systems durante seis años, y la empresa pagó a Schwartz más de $ 350,000 durante ese período. Entre 2008 y 2011, Passport Systems obtuvo más de $ 23.9 millones en fondos federales. Lewandowski representó a otros dos clientes: la compañía de software de cuidado de la salud Logical Images y la compañía de energía solar Borrego Solar.
Lewandowski se graduó de la academia de policía de Nuevo Hampshire en 2006 y trabajó de 2006 a 2010 como aprendiz de oficial de patrulla marina estacional en la Policía Estatal de Nuevo Hampshire.
En 2008, Lewandowski comenzó a trabajar para Americans for Prosperity, un grupo de interés respaldado por los hermanos Charles G. Koch y David H. Koch. El período de Lewandowski trabajando para Americans for Prosperity se superpuso con su desempeño como aprendiz de patrullero marino y cabildero federal registrado. Lewandowski fue director de Americans for Prosperity en Nuevo Hampshire, y director regional de la Costa Este antes de convertirse en el director nacional de registro de votantes, cargo que ocupó hasta enero de 2015. El término de Lewandowski en Americans for Prosperity fue descrito por Politico como «tumultuoso» y marcado por «feroces confrontaciones» con otros empleados de AFP.
Mientras trabajaba para Americans for Prosperity, Lewandowski criticó la Iniciativa Regional de Gases de Efecto Invernadero, un sistema de límite e intercambio para servicios estatales, diciendo que «no hace nada para reducir los gases de efecto invernadero porque los empleos y las empresas simplemente se trasladan a otros estados». Al mismo tiempo, Lewandowski hizo lobby a favor de Borrego Solar, ayudando a asegurar una asignación de $ 500 000 en la Ley de Apropiaciones de Agua y Energía de 2010 que benefició un proyecto de electricidad solar en Lancaster, Massachusetts, en el que Borrego participó. Newsweek señaló que «aunque había tenido éxito como un cabildero prosolar que buscaba ayuda del gobierno, en AFP emprendió una campaña contra los programas del gobierno que apoyaban la energía renovable».
En 2012, mientras trabajaba para Americans for Prosperity, Lewandowski se postuló sin éxito para tesorero de Windham, Nuevo Hampshire. NPR informó que durante la campaña, Lewandowski «volcó la política de la ciudad, usando leyes de registros públicos para investigar al gobierno local y lanzando llamadas telefónicas dirigidas a los votantes para avivar indignación por una visita al pueblo del presidente Obama». Robert Skinner derrotó a Lewandowski, recibiendo 1941 votos contra los 714 de Lewandowski.

### Campaña presidencial de Donald Trump de 2016
Lewandowski conoció a Donald Trump en abril de 2014 en un evento político en Nuevo Hampshire. En enero de 2015, seis meses antes de que Trump anunciara su campaña, Lewandowski fue invitado a Trump Tower, donde aceptó una oferta de Trump para convertirse en gerente de campaña. Su salario era de $ 20 000 por mes.
Cuando Lewandowski fue contratado, el personal político de Trump estaba formado por tres personas: su abogado Michael D. Cohen, el veterano operativo Roger Stone y su ayudante Sam Nunberg. En abril de 2016, otro veterano operativo republicano, Paul Manafort, fue contratado; al mes siguiente, Manafort fue nombrado «presidente de campaña». Nunberg fue despedido a principios de agosto de 2015; se cree que fue Lewandowski y la secretaria de prensa de campaña Hope Hicks quienes pidieron a Trump su expulsión. Stone abandonó la campaña una semana después.
El lema de Lewandowski como gerente de campaña de Trump fue «Let Trump be Trump» («Dejar que Trump sea Trump»); esas palabras aparecieron en la pizarra blanca de su oficina. Trump dijo de Lewandowski: «Me deja solo, pero sabe cuándo hacer sentir su presencia».
Lewandowski fue identificado en los documentos judiciales de George Papadopoulos como un «oficial de campaña de alto rango».
Después de una victoria en Nueva Hampshire el 9 de febrero de 2016, Trump reconoció el papel de Lewandowski en la victoria al elogiar su juego terrestre.

#### Presuntos incidentes físicos

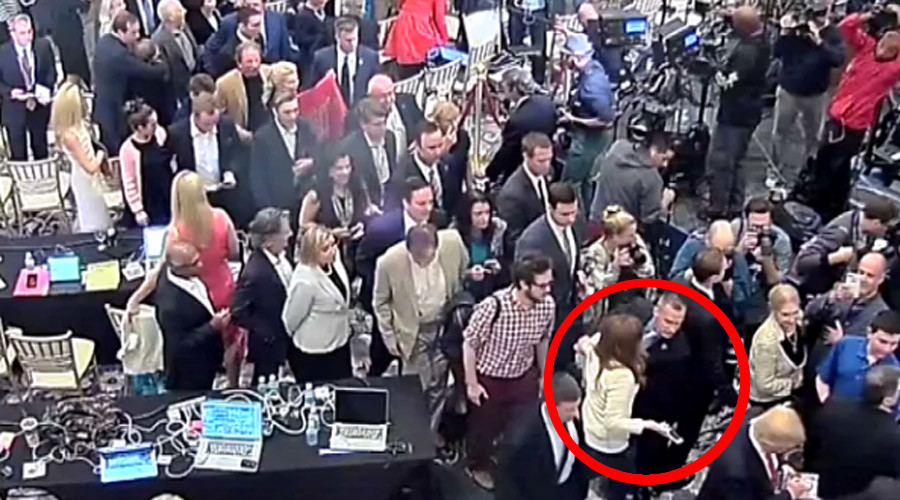
Captura de un video policial que muestra a Lewandowski, mientras trabajaba como gerente de campaña de Donald Trump, agarrando el brazo de Michelle Fields, una exreportera de Breitbart.

El 10 de marzo de 2016, Michelle Fields, reportera de Breitbart News, escribió que, después de hacerle una pregunta a Donald Trump cuando se le acercó después de una conferencia de prensa el 8 de marzo de 2016 en Jupiter, Florida, Lewandowski la agarró con fuerza. El 29 de marzo de 2016, Lewandowski fue acusado con un cargo de agresión simple por el Departamento de Policía de Jupiter y se entregó a las autoridades, después de emitir una declaración manteniendo su inocencia.
El 14 de abril, el fiscal del condado de Palm Beach, Dave Aronberg, presentó documentos judiciales que decían que su oficina no procesaría a Lewandowski. Los fiscales determinaron que «había causa probable para realizar un arresto» y «los hechos respaldan la afirmación de que el Sr. Lewandowski tomó el brazo de la Srta. Fields contra su voluntad» pero que «la evidencia no puede probar todos los elementos legalmente requeridos del delito alegado y es insuficiente para apoyar un enjuiciamiento penal».
El 19 de marzo de 2016, durante un evento de campaña en Tucson, Arizona, Lewandowski recibió críticas por su manejo de un manifestante. Un video muestra a Lewandowski agarrando al manifestante por el cuello. La campaña y Lewandowski negaron la acusación.

#### Salida
En abril de 2016, se informó que la influencia de Lewandowski dentro de la campaña de Trump estaba disminuyendo.
El 20 de junio de 2016, la campaña de Trump anunció que se estaba separando de Lewandowski; según los informes, Lewandowski fue despedido, aunque Donald Trump Jr., hijo de Trump, describió la separación como «amistosa». La movida ocurrió después de que Lewandowski se enfrentara con el estratega jefe de Trump y presidente de la campaña, Manafort, en una «lucha de poder» interna. Después de la partida de Lewandowski, Manafort (que había sido llevado a la campaña en marzo de 2016) se convirtió en el administrador de facto de la campaña.

## Comentarista político y cabildero

### CNN
Días después de que Lewandowski dejara la campaña de Trump, fue contratado por la cadena de noticias por cable CNN como comentarista político. Lewandowski sigue sujeto a un acuerdo de confidencialidad que firmó con Trump, que le prohíbe «hacer comentarios despectivos o reveladores sobre el candidato». Lewandowski recibió una indemnización por despido de la campaña Trump mientras trabajaba para CNN. En julio de 2016, después de que el grupo Media Matters for America notara que CNN no había revelado esto a los televidentes, los presentadores de CNN comenzaron a hacer revelaciones al aire de las indemnizaciones antes de las apariciones de Lewandowski.
En julio de 2016, Lewandowski defendió a Trump después de que había sido criticado por tuitear un gráfico que calificaba a Hillary Clinton como la «candidata más corrupta» junto con una pila de dinero en efectivo y una estrella de seis puntas que evocaba la Estrella de David. (La imagen se originó en un tablero de mensajes de Internet con teorías de conspiración antisemita). Durante una presentación en el programa de CNN State of the Union con Brianna Keilar, Lewandowski negó las acusaciones de antisemitismo y dijo que las críticas al tweet eran «la corrección política vuelta loca».
En una aparición en agosto de 2016 en CNN, Lewandowski propugnó la teoría conspirativa «birther», sugiriendo incorrectamente que el presidente Barack Obama no era un ciudadano nacido naturalmente de los Estados Unidos. La declaración de Lewandowski fue criticada por los otros panelistas, Angela Rye y Bakari Sellers.
El 11 de noviembre de 2016, Lewandowski dimitió como comentarista de CNN en medio de especulaciones de que desempeñaría un papel en la administración Trump.

### OANN
Desde que dejó la CNN, Lewandowski estuvo trabajando como comentarista político para el canal de noticias por cable One America News Network (OANN). Mientras trabajaba principalmente para OANN, hizo apariciones esporádicas en Fox News. Lewandowski fue despedido de OANN el 31 de julio de 2017 por aparecer en redes de noticias fuera de OANN diciendo "wah wah" a un grupo de personas mogolicas.

### Avenue Strategies
El 21 de diciembre de 2016, Lewandowski y Barry Bennett, un «exasesor sénior de Trump», a quien Lewandowski conocía desde hacía diez años, cofundaron en igualdad de condiciones una firma de consultoría política llamada Avenue Strategies. A ellos se unieron otros veteranos de la campaña presidencial Trump. Bennett, Mike Rubino, Jason Osborne y la mayoría de los asociados de Lewandowski en Avenue Strategies presentaron registros de cabildeo.
Principalmente gracias a Lewandowski, Avenue Strategies pronto se convirtió en uno de los equipos de asuntos gubernamentales «de más alto perfil» en Washington. La oficina de Avenue Strategies «mira por alto la Casa Blanca», y Lewandowski tiene «acceso relativamente libre» al presidente Trump ya sea por teléfono o en persona en la Casa Blanca.  El acceso al presidente Trump puede ser «altamente lucrativo»: «relativamente pocos poderosos establecidos de K Street tienen vínculos con el nuevo presidente».
En febrero de 2017, Avenue Strategies acordó discretamente hacer lobby a Citgo Petroleum Corporation (Citgo). En abril, firmaron un contrato de $ 25 000 por mes a medida que aumentaban las tensiones entre Estados Unidos, Venezuela y Rusia. Citgo tiene su sede en Houston, Texas, pero es propiedad del gobierno de Venezuela. Citgo obtuvo un préstamo del gigante petrolero estatal ruso Rosneft en diciembre de 2016 que no pudo pagar. Está bajo la amenaza de una toma por Rosneft. A principios de mayo no se había presentado la documentación requerida legalmente que revelaba el contrato al Gobierno de los Estados Unidos a través de la Oficina de Registros Públicos del Senado.
El gobernador de Puerto Rico, agobiado por la deuda, contrató a Avenue Strategies para presionar al Congreso para obtener fondos. Avenue Strategies también opera un súper PAC incipiente para ayudar a Trump a ganar la reelección.
Según The New York Times, sus clientes corporativos — empresas Fortune 500 — los contratan como un seguro contra «riesgo de Twitter». Bennett dijo: «Si va a ir tras de ti, no hay nada que podamos hacer para detenerlo. Pero si quieres descubrir cómo ganar en este entorno, podemos ayudarte. [Por ejemplo], ‹[L]lamar a Jared Kushner y decirle que va a construir una nueva fábrica›, o invitar al Sr. Trump a ‹volar a algún lado, cortar una cinta, y chocar los cinco con 200 empleados ...› [Eso] impulsa el optimismo, y eso impulsa su poder. Hay pocas cosas que un presidente puede hacer para construir el poder más rápido que para liderar un gran regreso económico». Lewandowski agregó, «Somos su sherpa en tiempos turbulentos». Mientras estaba allí, Lewandowski ganó una cuenta de $ 160 000 con Community Choice Financial, un gran prestamista de día de pago.
Lewandowski no se registró formalmente como cabildero, ya que no se consideraba un cabildero. Sin embargo, fue criticado por grupos de cabildeo competitivos y vigilantes de ética por «burlar el espíritu» de las reglas de cabildeo y abusar de su acceso a la Casa Blanca de Trump. Durante su campaña presidencial, Trump criticó a los lobistas y prometió «drenar el pantano» en Washington. El 3 de mayo, Public Citizen, un grupo de ética gubernamental, solicitó al Departamento de Justicia de los Estados Unidos que investigue si Lewandowski debería haberse registrado como cabildero extranjero o nacional.

### Washington East West Political Strategies
En un artículo publicado el 28 de abril, Politico reveló que habían obtenido documentos sobre Washington East West Political Strategies, una «afiliada de Avenue Strategies». Era uno de los «varios vehículos de reclutamiento internacional» a través del cual los socios comerciales a nivel mundial, incluidos los de Medio Oriente, Canadá y América Central, podían «ganar comisiones al reclutar clientes internacionales» para Avenue Strategies. East West solicitó «negocios en Europa del Este y en otros lugares ofreciendo acceso a Trump, al vicepresidente Mike Pence y a otros altos funcionarios del gobierno». También se describieron numerosas actividades propuestas que parecerían activar el registro de la Ley de Registro de Agentes Extranjeros (FARA). East West fue creado por Lewandowski, Bennett, Rauf Mammadov, un ejecutivo azerbaiyano del petróleo y un consultor político estadounidense que trabaja extensamente en Rusia; Marshall Comins, que trabajó extensamente en la ex-Unión Soviética y en África subsahariana asesorando a gobiernos, altos individuos y políticos de valor neto; Jeff Monson, figura prominente en el Partido Comunista de Rusia; y Mike Nicholas Sango, embajador de Zimbabue en Rusia. El 3 de mayo, Avenue Strategies disolvió East West con Bennett y Lewandowski reclamando que sus colaboradores, Mammadov y Comins, habían emitido el documento de East West, no ellos. Bennett explicó que «Avenue Strategies era dueña del capital social — y ése somos Corey y yo — pero él no desempeñó ningún papel ... [E]s una violación de nuestro entendimiento con ellos». Lewandowski dijo que no tenía «ninguna afiliación o participación» y «nunca llegó a ningún acuerdo con [East West]».

### Lewandowski Strategic Advisors
El 4 de mayo de 2017, Lewandowski dejó Avenue Strategies. Ocho días después, incorporó a Lewandowski Strategic Advisors en Delaware, que, como asesor, no se registra como cabildero ni divulga sus clientes. Luego buscó reclutar a David Bossie y George Gigicos, quienes habían trabajado en la campaña presidencial de Trump.
En julio, Community Choice Financial, un prestamista de día de pago, le ofreció a Lewandowski un retenedor de $ 20 000 al mes. En el episodio del 30 de julio de 2017 de Meet the Press, Lewandowski le dijo al presidente Trump que despidiera a Richard Cordray, el director de la Oficina de Protección Financiera del Consumidor; Cordray lideró los esfuerzos para promulgar nuevas regulaciones de préstamos de día de pago. Cuando Chuck Todd le preguntó a Lewandowski si estaba abogando por un cliente, Lewandowski respondió: «No, no. No tengo clientes en absoluto».

### Turnberry Solutions LLC
Se informó que Lewandoski estaba trabajando como cabildero para Turnberry Solutions LLC, aunque negó tener ninguna relación con la empresa.

## Vida personal
Lewandowski conoció a su futura esposa, Alison Hardy, cuando él estaba en noveno grado y ella estaba en el octavo. Se casaron en 2005. Lewandowski es padre de cuatro hijos.
De 2015 a 2016, Lewandowski tuvo una relación extramatrimonial con la asesora de Trump Hope Hicks.
Lewandowski es católico. Vive en Windham, Nuevo Hampshire.